# Carlo Plato
Carlo Plato (fl. XVI secolo) è stato un artigiano italiano del XVI secolo.

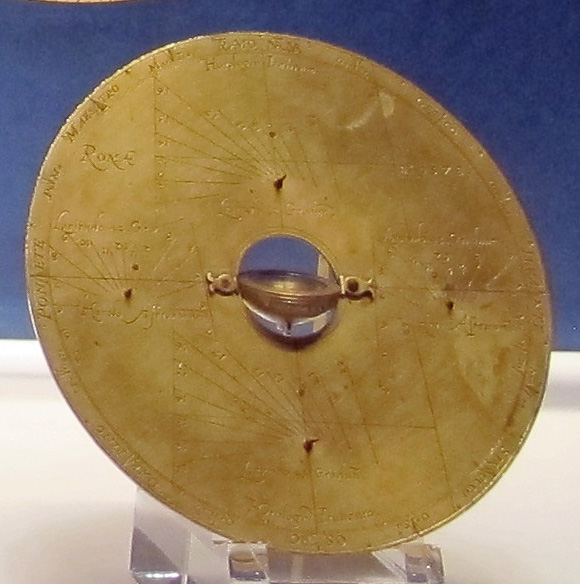
Orologio solare attribuito a Carlo Plato

Raffinato costruttore di strumenti scientifici, fu attivo a Roma nella seconda metà del Cinquecento. Realizzò eleganti strumenti astronomici, come sfere armillari e orologi solari.